# 47 Aglaja
47 Aglaja eller 1948 EU är en asteroid upptäckt 15 september 1857 av den tyske astronomen Karl Theodor Robert Luther i Düsseldorf. Asteroiden har fått sitt namn efter Aglaia, en av gracerna inom grekisk mytologi.
Asteroiden är inte perfekt sfärisk men variationen i det ljus som reflekteras verkar främst bero på en variation i albedot på olika delar av ytan.